# Royal Rumble (1994)
Royal Rumble 1994 fue la séptima edición del Royal Rumble, un evento pay-for-view de lucha libre profesional producido por la World Wrestling Federation (WWF). Tuvo lugar el 22 de enero de 1994 desde el Providence Civic Center en Providence, Rhode Island.

## Resultados
- Dark match: The Brooklyn Brawler derrotó a Jim Powers
  - Brawler cubrió a Powers tras un "Swinging Neckbreaker".
- Tatanka derrotó a Bam Bam Bigelow (c/Luna Vachon) (8:12).
  - Tatanka cubrió a Bigelow tras un "Diving Crossbody".
- The Quebecers (Jacques & Pierre) (c/Johnny Polo) derrotaron a Bret Hart & Owen Hart reteniendo el Campeonato en Parejas de la WWF (16:48).
  - El árbitro Tim White paró el combate cuando consideró que Bret no estaba preparado para seguir luchando debido a una lesión de rodilla que sufrió durante el encuentro.
  - Tras el combate, Owen atacó a Bret, golpeándole en la rodilla lesionada antes de marcharse.
- Razor Ramon derrotó a Irwin R. Schyster reteniendo el Campeonato Intercontinental de la WWF (11:30).
  - Ramon cubrió a I.R.S. tras el "Razor's Edge".
  - Durante el combate, el árbitro Joey Marella fue noqueado. Shawn Michaels entró en el ring y golpeó a Ramon con su Campeonato Intercontinental falso. IRS cubrió a Ramón, sin embargo, el árbitro Earl Hebner comentó a Marella lo ocurrido, por lo que se reinició el combate.
- Yokozuna (c/Mr. Fuji y Jim Cornette) derrotó a The Undertaker (c/Paul Bearer) en un Casket match reteniendo el Campeonato de la WWF (14:20).
  - Yokozuna encerró a Undertaker en el ataúd con la ayuda de Crush, The Great Kabuki, Tenryu, Bam Bam Bigelow, Adam Bomb, Jeff Jarrett, The Headshrinkers y Diesel.
- Bret Hart y Lex Luger ganaron la Royal Rumble 1994 (55:08).
  - Ambos cayeron del cuadrilátero al mismo instante, por lo que se les declaró co-ganadores.
  - Shawn Michaels fue el último luchador eliminado.

## Royal Rumble entradas y eliminaciones

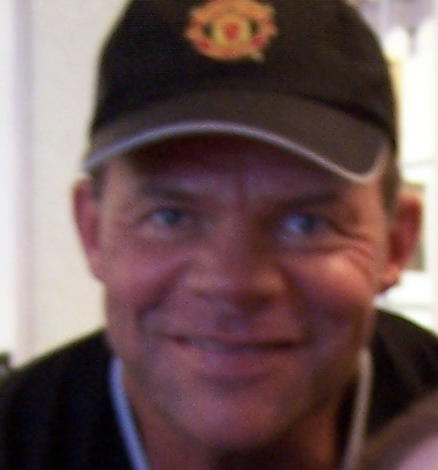
Luger, co-ganador de la Rumble.

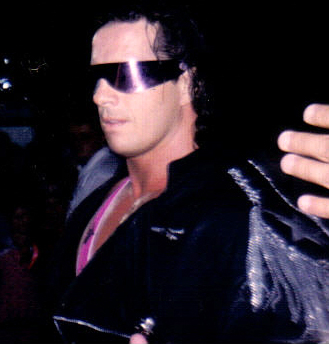
Hart, co-ganador de la Rumble.

Cada superestrella entraba cada 90 segundos.
| Entradas | Entradas         | Eliminado por | Eliminado por                                                | Tiempo |
| -------- | ---------------- | ------------- | ------------------------------------------------------------ | ------ |
| 1        | Scott Steiner    | 4             | Diesel                                                       | 9:00   |
| 2        | Samu             | 1             | Scott Steiner                                                | 3:13   |
| 3        | Rick Steiner     | 2             | Owen Hart                                                    | 3:57   |
| 4        | Kwang            | 6             | Diesel                                                       | 5:57   |
| 5        | Owen Hart        | 5             | Diesel                                                       | 4:10   |
| 6        | Bart Gunn        | 3             | Diesel                                                       | 2:30   |
| 7        | Diesel           | 13            | Bigelow, Mabel, Plugg & Crush                                | 17:41  |
| 8        | Bob Backlund     | 7             | Diesel                                                       | 0:41   |
| 9        | Billy Gunn       | 8             | Diesel                                                       | 0:14   |
| 10       | Virgil           | 9             | Diesel                                                       | 0:32   |
| 11       | Randy Savage     | 11            | Crush                                                        | 4:38   |
| 12       | Jeff Jarrett     | 10            | Savage                                                       | 1:19   |
| 13       | Crush            | 17            | Luger, Plug, Bret Hart & Bigelow                             | 25:03  |
| 14       | Doink The Clown  | 12            | Bigelow                                                      | 1:48   |
| 15       | Bam Bam Bigelow  | 24            | Luger                                                        | 30:12  |
| 16       | Mabel            | 14            | Valentine, Tatanka, Kabuki, Crush, Bigelow, Plugg & Michaels | 9:57   |
| 17       | Sparky Plugg     | 18            | Bret Hart & Shawn Michaels                                   | 21:33  |
| 18       | Shawn Michaels   | 28            | Luger                                                        | 29:17  |
| 19       | Mo               | 22            | Fatu                                                         | 22:46  |
| 20       | Greg Valentine   | 19            | Martel                                                       | 20:39  |
| 21       | Tatanka          | 23            | Bigelow                                                      | 20:07  |
| 22       | The Great Kabuki | 15            | Luger                                                        | 2:46   |
| 23       | Lex Luger        | -             | Co-Ganador                                                   | 21:58  |
| 24       | Genichiro Tenryu | 26            | Bret Hart & Luger                                            | 17:21  |
| 25       | Bastion Booger   | 16            | No pudo competir                                             | 0:00   |
| 26       | Rick Martel      | 20            | Tatanka                                                      | 11:22  |
| 27       | Bret Hart        | -             | Co-Ganador                                                   | 15:08  |
| 28       | Fatu             | 27            | Bret Hart                                                    | 13:04  |
| 29       | Marty Jannetty   | 25            | Michaels                                                     | 8:18   |
| 30       | Adam Bomb        | 21            | Luger                                                        | 4:55   |

## Otros roles
| Comentaristas - Vince McMahon - Ted DiBiase - Jim Ross - Radio WWF - Gorilla Monsoon - Radio WWF Árbitros - Earl Hebner - Danny Davis - Joey Marella - Tim White | Entrevistadores - Todd Pettengrill - Raymond Rougeau Otros - Howard Finkel - Anunciador |